# Epeolus diodontus
Epeolus diodontus är en biart som beskrevs av Cockerell 1934. Epeolus diodontus ingår i släktet filtbin, och familjen långtungebin. Inga underarter finns listade i Catalogue of Life.